# Brytyjsko-sowiecka inwazja na Iran
Brytyjsko-sowiecka inwazja na Iran – agresja zbrojna wojsk brytyjskich, australijskich, hinduskich i sowieckich przeciwko Iranowi, przeprowadzone w sierpniu i wrześniu 1941 roku podczas II wojny światowej.

## Geneza
Iran pod panowaniem szacha Rezy Szacha Pahlawiego stał się od początku wojny terenem infiltracji wielkich mocarstw, w tym niemieckiej. Obecność niemieckich obywateli niepokoiła władze Wielkiej Brytanii i ZSRR, mimo ogłoszenia przez Iran neutralności. Brytyjczycy chcieli ponadto zająć roponośne obszary Iranu oraz korzystać z kolei transirańskiej, aby dostarczać materiały wojenne do ZSRR. Ze względów strategicznych okupacja tego kraju zabezpieczyłaby tyły sił brytyjskich stacjonujących w Egipcie oraz południową granicę ZSRR przed niespodziewanym uderzeniem wojsk niemieckich. W tej sytuacji gen. por. Edward Quinan, dowódca sił brytyjskich w Iraku, zwanych Iraqforce, otrzymał rozkaz przygotowania do okupacji pól naftowych w Abadanie i Naft-Shah oraz portów Bushirem i Bandar-e-Szachpur. 12 sierpnia władze ZSRR i Wielkiej Brytanii wręczyły rządowi Iranu notę, w której wyraziły nadzieję, że Irańczycy sami podejmą kroki wobec niemieckich agentów. Sowieci dołączyli listę rzekomych szpiegów. Zażądano też zgody na wkroczenie wojsk obu państw do Iranu. Odpowiedź z 21 sierpnia okazała się dla obydwu państw niesatysfakcjonująca. Następnego dnia ogłoszono pogotowie bojowe w wojskach brytyjskich, a 25 sierpnia w wojskach radzieckich. Brytyjczycy mieli zająć porty i obszary roponośne na południu Iranu, zaś Sowieci – północną część kraju z miejscowościami Ardabil, Tebriz, Urmia.

## Siły obu stron
Brytyjczycy:
- Iraqforce (przemianowana 1 września na Paiforce) – dowódca gen. por. Edward Quinan
  - 8 Hinduska Dywizja Piechoty (17, 18, 24 i 25 Brygady Piechoty) – dowódca gen. mjr Charles Harvey
  - 13 Zmechanizowany Pułk Lansjerów
  - 10 Hinduska Dywizja Piechoty (3 grupy bojowe) – dowódca gen. mjr William Slim
    - „Hazelforce” (21 Hinduska Brygada Piechoty, 157 Pułk Artylerii Polowej, 19 Bateria Artylerii Średniej) – dowódca brygadier John Aldam Aizlewood
    - 2 Hinduska Pancerna Grupa Brygadowa – dowódca brygadier J.A. Aizlewood
    - brytyjska 4 Brygada Kawalerii (później przemianowana na 9 Brygadę Pancerną) ze składu 1 Dywizji Kawalerii – dowódca brygadier John C. Currie

  - 6 Hinduska Dywizja Piechoty (od 11 września) – dowódca gen. mjr James N. Thomson
- marynarka:
  - slupy: HMAS „Yarra”, HMS „Falmouth”, „Shoreham”
  - krążownik pomocniczy HMAS „Kanimbla”
  - korweta HMS „Snapdragon”(inne języki), kanonierki „Lawrence”, „Cockchafer” i mniejsze jednostki
- 261 Dywizjon Myśliwski (samoloty myśliwskie Hawker Hurricane i Gloster Gladiator)
- 84 Dywizjon Bombowy (samoloty bombowe Bristol Blenheim)
- 244 Dywizjon Lotnictwa Armijnego (samoloty ogólnego przeznaczenia Vickers Vincent)
- 31 Dywizjon Bombowo-Transportowy (samoloty transportowe Vickers Valentia)

ZSRR:
- Front Zakaukaski – dowódca gen. płk Dmitrij Kozłow
  - 44 Armia – (20 Górska Dywizja Piechoty, 77 Górska Dywizja Piechoty, 17 Górska Dywizja Kawalerii, 24 Pułk Czołgów) – dowódca gen. mjr A.A. Chaldejew
  - 47 Armia (63 Górska Dywizja Piechoty, 76 Górska Dywizja Piechoty, 236 Dywizja Piechoty, 6 Dywizja Pancerna, 54 Dywizja Pancerna, 13 Pułk Motocyklowy) – dowódca gen. mjr W.W. Nowikow
  - 53 Armia – (LVIII Korpus Piechoty, 4 Korpus Kawalerii, 83 Górska Dywizja Piechoty)
  - lotnictwo (409 samolotów bojowych, w tym co najmniej 72 myśliwce I-152, I-153, I-16, bombowce Iliuszyn DB-3, Tupolew SB-2 i samoloty zwiadowcze Polikarpow R-5)
- Marynarka – Flotylla Kaspijska
  - kanonierki: „Lenin”, „Krasnyj Azerbejdżan” i mniejsze jednostki

Iran:
- Armia irańska – głównodowodzący Reza Szah Pahlawi
  - Siły lądowe – dziewięć dywizji piechoty, pięć samodzielnych brygad, samodzielna brygada zmechanizowana (pułki przeciwlotniczy, pancerny i piechoty zmechanizowanej), samodzielny pułk piechoty, pułk artylerii ciężkiej, batalion artylerii przeciwlotniczej
- Lotnictwo – 25 samolotów myśliwskich (24 Hawker Fury i 1 Hawker Hurricane), samoloty wielozadaniowe (63 Hawker Audax, 34 Hawker Hind i 3 Airspeed Oxford) oraz 75 samolotów szkolnych. Ponadto na stacji kolejowej w Ahwazie miało znajdować się w skrzyniach 9 świeżo dostarczonych samolotów myśliwskich Curtiss P-36 Hawk
- Marynarka wojenna – 2 kanonierki (slupy) („Babr” i „Palang”), 4 dozorowce (małe kanonierki) („Chahbaz”, „Charogh”, „Karkas” i „Simorgh”) oraz pewna ilość łodzi patrolowych i artyleryjskich

## Przebieg kampanii

### Działania wojsk brytyjskich

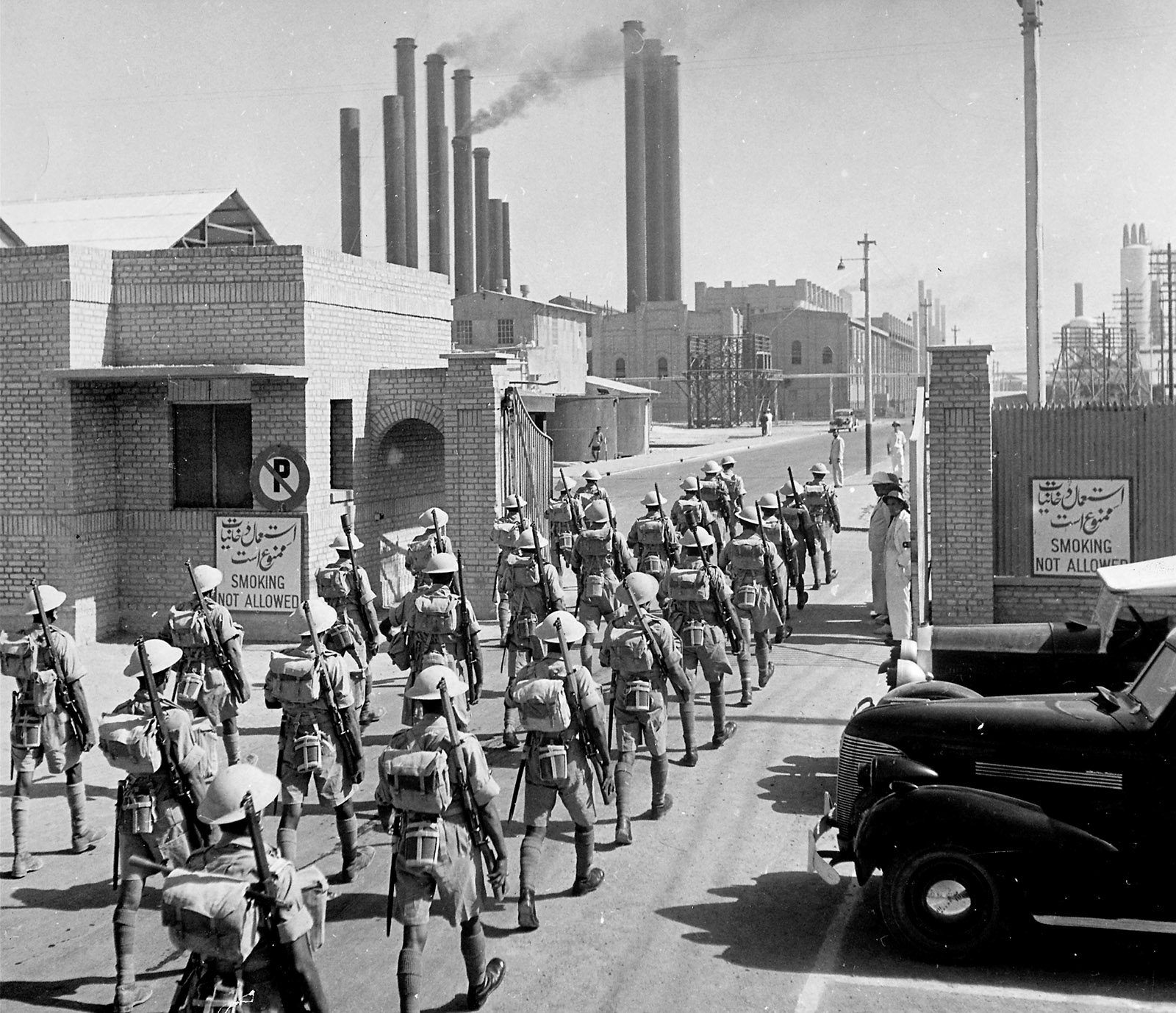
Brytyjscy żołnierze wkraczają do rafinerii w Abadanie

Kampania irańska rozpoczęła się rankiem 25 sierpnia, kiedy flota brytyjska zaatakowała okręty irańskie w strategicznych portach w Abadanie i Khorramshar. Brytyjski slup HMS „Shoreham” zatopił w Abadanie irański slup „Palang”, zaś w Khorramshahr australijski slup HMAS „Yarra” zatopił irański slup „Babr”. Zdobyto też 2 irańskie dozorowce (przekazane później flocie wojennej Indii) i inne pomniejsze statki.

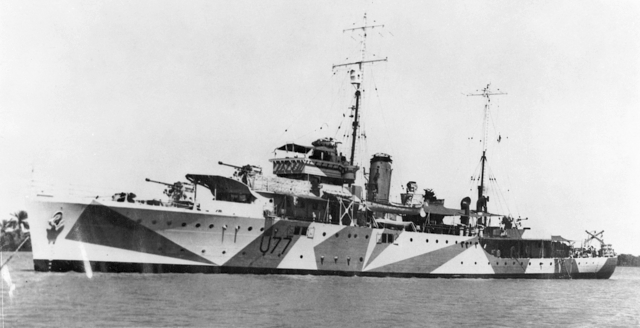
Australijski slup „Yarra” w sierpniu 1941

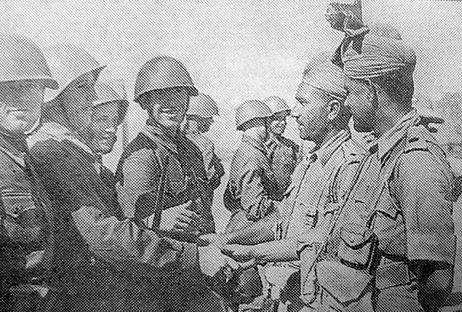
Spotkanie żołnierzy radzieckich i hinduskich

Jednocześnie brytyjskie siły lądowe wkroczyły z dwóch stron na terytorium Iranu. Jedna kolumna zaatakowała z rejonu irackiej miejscowości Al Tanuma na południe od Basry. Składała się ona z 8 Hinduskiej Dywizji Piechoty. Kierowała się na Khorramshahr, graniczne miasto, w którym stacjonował duży garnizon irański. Dzięki niespodziewanemu atakowi na bagnety Irańczycy – po krótkiej, ale zaciętej walce na ulicach miasta, zostali zmuszeni do poddania się. Zginął wówczas głównodowodzący irańskiej marynarki wojennej, admirał Beyender  oraz grupa żołnierzy. Ze strony brytyjskiej zostało zabitych 2 oficerów, straty wśród żołnierzy wyniosły ok. 20 ludzi. Natomiast dwa bataliony 24 Hinduskiej Brygady Piechoty ze składu 8 DP – po przekroczeniu rzeki Szatt al-Arab – zdobyły bez oporu Abadan, w którym znajdowała się rafineria naftowa. Niewielkie siły (batalion z hinduskiego 10 Pułku Piechoty Baluch) desantowane z australijskiego krążownika pomocniczego (uzbrojonego statku handlowego) HMAS „Kanimbla” wylądowały też w porcie Bandar e-Szachpur, aby zabezpieczyć port i terminal naftowy. Zdobyły one 2 małe kanonierki „Karkas” i „Chahbaz”. W porcie znajdowało się 8 włoskich i niemieckich statków handlowych, z których 1 został zatopiony przez własną załogę. Pozostałe zostały zabezpieczone przez żołnierzy hinduskich. 25 sierpnia wojska brytyjskie zajęły też Qasr Sheikh, gdzie zdobyły m.in. 2 działa i 3 samochody pancerne oraz wzięły ok. 350 jeńców. 28 sierpnia 8 Hinduska DP osiągnęła Ahwaz.
Na północy z rejonu irackiej miejscowości Khanaqin terytorium Iranu atakowała kolumna brytyjska, której główną częścią była 10 Hinduska Dywizja Piechoty, podzielona na 3 grupy bojowe. Kierowała się ona w kierunku pól naftowych Naft-i-Szach oraz miast Kermanszach i Hamadan. 27 sierpnia zostały zdobyte pozycje irańskie na przełęczy Paitak w górach Zagros, opuszczone przez Irańczyków w nocy. Stanowiły one „wrota” do centralnego Iranu. Część sił została skierowana w kierunku południowo-wschodnim, zajmując – po przełamaniu oporu niewielkiego oddziału irańskich wojsk – pola naftowe Naft-i-Szach. Inna kolumna (w składzie 13 Zmechanizowany Pułk Lansjerów i Pułk Warwickshire Yeomanry), działająca w górzystej części kraju, po krótkiej, ale zaciętej walce wzięła do niewoli ok. 2 tys. irańskich żołnierzy na płaskowyżu na wschód od miejscowości Gilan. Następnie zajęła Szachabad. Planowane na 28 sierpnia uderzenie na Kermanszach zostało odłożone, gdyż obrońcy rozpoczęli rozmowy w sprawie poddania się.
Opisane powyżej działania wspierało z powietrza Royal Air Force, atakując irańskie bazy lotnicze i linie komunikacyjne oraz wspierając siły lądowe. Większość irańskich samolotów została zniszczona na ziemi (np. w bazie w Ahwazie ok. 12).

### Działania wojsk radzieckich

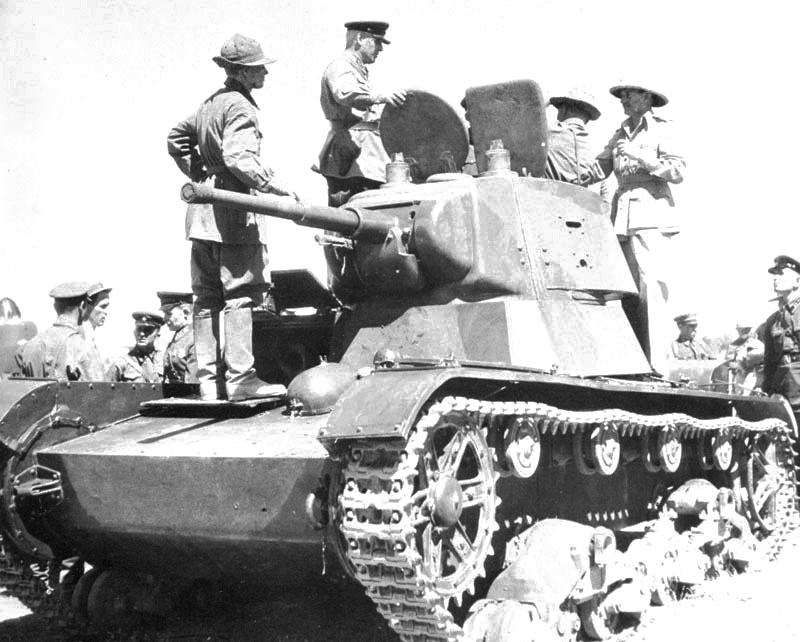
Brytyjscy żołnierze oglądający czołg T-26

Siły Armii Czerwonej, rzucone przeciwko Irańczykom, były zdecydowanie od nich silniejsze. Stąd postępy wojsk radzieckich były szybkie. Pierwszym celem była miejscowość Maku. 25 sierpnia została ona silnie zbombardowana (zginęło kilkuset cywilów), po czym wkroczyły do niej bez oporu siły lądowe. Wojska irańskie zamierzały stawić opór, ale ostatecznie wycofały się na południe. Desantem z morza zostało zajęte Bandar-e Pahlavi na wybrzeżu Morza Kaspijskiego. Doszło wówczas do pomyłkowego ostrzelania własnej piechoty przez sowieckie samoloty i okręty wojenne. 26 sierpnia zajęto miejscowości Lissar, Ardabil, Tabriz i Dilman. Lotnictwo zbombardowało lotnisko w Chalus nad Morzem Kaspijskim, po czym Sowieci ruszyli na Mianeh. Napotkali niewielki opór wojsk irańskich, ale szybko go przełamali. Do 28 sierpnia dotarli do Zinjan.

### Zawieszenie broni
28 sierpnia Reza Szach Pahlawi rozkazał podległym wojskom wstrzymać opór, ogłaszając zawieszenie broni. W ciągu 30 i 31 sierpnia wojska brytyjskie i sowieckie spotkały się w miejscowościach Senna i Kazwin.

## Działania dyplomatyczne
Równocześnie z działaniami zbrojnymi toczyły się rozmowy dyplomatyczne. Już 25 sierpnia, tj. 1. dnia inwazji, ambasadorzy brytyjski Reader Bullard i sowiecki M. Smirnow spotkali się z Rezą Szachem Pahlawim. W wyniku tego następnego dnia został zdymisjonowany dotychczasowy premier irański Ali Mansur, a jego miejsce zajął bardziej ugodowy Mohammad Ali Chan Fourughi. Poinformował on natychmiast Medżlis, że zostanie ogłoszone zawieszenie broni, a także przyjęte warunki stawiane przez Brytyjczyków i Sowietów. Zyskało to aprobatę parlamentu. W tym samym czasie Reza Szach Pahlawi usiłował bezskutecznie uzyskać mediację amerykańskiego prezydenta Franklina Delano Roosevelta, powołując się na zapisy Karty Atlantyckiej. W tej sytuacji rozpoczęto negocjacje, które do 6 września przyniosły zgodę irańskiego rządu na okupację brytyjską południa, a sowiecką północy kraju. Z Iranu mieli być wydaleni Niemcy podejrzewani o działalność szpiegowską, a linie kolejowe wykorzystane do przewozu sprzętu i wyposażenia wojskowego do ZSRR w ramach Lend-Lease. Ze względu jednak na niewykonywanie niektórych żądań wojska brytyjskie i sowieckie wznowiły swój marsz w głąb Iranu, grożąc okupacją Teheranu. W nocy z 15 na 16 września sowieckie radio oskarżyło Irańczyków o nieszczere zamiary, „niewybaczalną powolność” i niechęć do wyrzucenia z kraju hitlerowskich agentów. Następnego dnia Reza Szach Pahlawi na nadzwyczajnym posiedzeniu parlamentu abdykował na rzecz swojego syna Mohammada Rezy Pahlawiego, a następnie został uwięziony przez Brytyjczyków, wywieziony do Południowej Afryki, gdzie zmarł w więzieniu w 1944 r. 17 września do Teheranu weszły wspólnie wojska brytyjskie i sowieckie, przypieczętowując podwójną okupację kraju.

## Straty obu stron
Straty strony brytyjskiej wyniosły 22 zabitych, w tym 5 oficerów brytyjskich i 1 hinduski oraz 15 żołnierzy hinduskich i 1 brytyjski. Rannych zostało ok. 50 żołnierzy. Co najmniej 1 czołg został zniszczony. Natomiast Armia Czerwona straciła 40 zabitych i 3 samoloty zestrzelone. Irańczycy mieli zabitych ok. 800 żołnierzy i ok. 200 cywilów, zatopione 2 kanonierki, uszkodzone 4 inne statki i zestrzelonych 6 samolotów (reszta lotnictwa została zniszczona na ziemi).

## Skutki kampanii
W styczniu 1942 r. Mohammad Reza Pahlawi podpisał z Brytyjczykami i Sowietami pakt trójstronny, w którym zadeklarował neutralność, ale po stronie aliantów. W tym samym roku na terytorium Iranu wkroczyły też wojska amerykańskie. We wrześniu 1943 r. rząd irański wypowiedział formalnie wojnę III Rzeszy. Alianci do końca wojny przetransportowali głównie do ZSRR ponad 5 mln ton materiałów wojennych w ramach Lend-Lease. Jednocześnie w czasie okupacji Iranu doszło do masowych konfiskat irańskich zapasów żywności przez okupantów, co skutkowało klęską głodu i zgonami wśród ludności cywilnej. Demonstracje głodujących zostały stłumione przez podległe Aliantom oddziały, które zabiły kilku demonstrantów. Władze okupacyjne doprowadziły też do pojawienia się hiperinflacji i w konsekwencji do finansowej ruiny uboższych i średnich warstw społeczeństwa. Władze sowieckie przeprowadziły także konfiskaty majątków ziemskich. Po zakończeniu II wojny światowej formalnie wojska brytyjskie wycofały się z Iranu (w istocie pozostały chroniąc tereny Anglo-Persian Oil Company), natomiast Armia Czerwona pozostawała na jego terytorium aż do maja 1946 roku, kiedy to wycofała się na skutek tzw. kryzysu irańskiego. Przed wycofaniem się Sowieci utworzyli w północno-zachodniej prowincji – Azerbejdżanie Irańskim dwa państwa marionetkowe – Ludową Republikę Azerbejdżanu i Kurdyjską Republikę Ludową, jednakże po wyjściu wojsk radzieckich z Iranu oba państewka szybko upadły.